# 谭家湾遗址
谭家湾遗址位于浙江省桐乡市乌镇新春村谭家湾。遗址面积约8.75万平方米，中心点表土层厚1米左右，文化层厚约1.50米，属于新石器时代马家浜文化类型。

1989年12月，被浙江省人民政府列为省级重点文物保护单位。

2006年5月25日，列入第六批全国重点文物保护单位。